# Конев, Борис Иванович
Бори́с Ива́нович Ко́нев (1914—1944) — сержант Рабоче-крестьянской Красной Армии, участник Великой Отечественной войны, Герой Советского Союза (1943).

## Биография
Борис Конев родился в 1914 году в селе Павловск (ныне — посёлок в Павловском районе Алтайского края). После окончания начальной школы работал сначала в сельском хозяйстве, позднее переехал в Казахскую ССР, где был рабочим.
В 1941 году Конев был призван на службу в Рабоче-крестьянскую Красную Армию. С того же года — на фронтах Великой Отечественной войны. К сентябрю 1943 года сержант Борис Конев был помощником командира взвода 465-го стрелкового полка 167-й стрелковой дивизии 38-й армии Воронежского фронта. Отличился во время битвы за Днепр.
29 сентября 1943 года Конев заменил выбывшего из строя командира взвода. Во главе взвода он переправился через Днепр в районе села Вышгород Киевской области Украинской ССР. На западном берегу в течение нескольких часов Конев с небольшой группой бойцов вёл бой с превосходящими силами противника, удержав захваченные позиции. В том бою Конев лично уничтожил 12 вражеских солдат.
Указом Президиума Верховного Совета СССР от 13 ноября 1943 года сержант Борис Конев был удостоен высокого звания Героя Советского Союза с вручением ордена Ленина и медали «Золотая Звезда».
В одном из последующих боёв, при переправе через Западный Буг получил ранение, от которого скончался 26 июля 1944 года.
В честь Конева названа школа, в которой он учился и улица в селе Павловск, Павловского района, Алтайского края.